# Abbazia di San Gallo
L'abbazia di San Gallo (in tedesco Fürstabtei Sankt Gallen) fu per molti secoli uno dei monasteri principali d'Europa. È situata nella città di San Gallo, in Svizzera.

## Storia

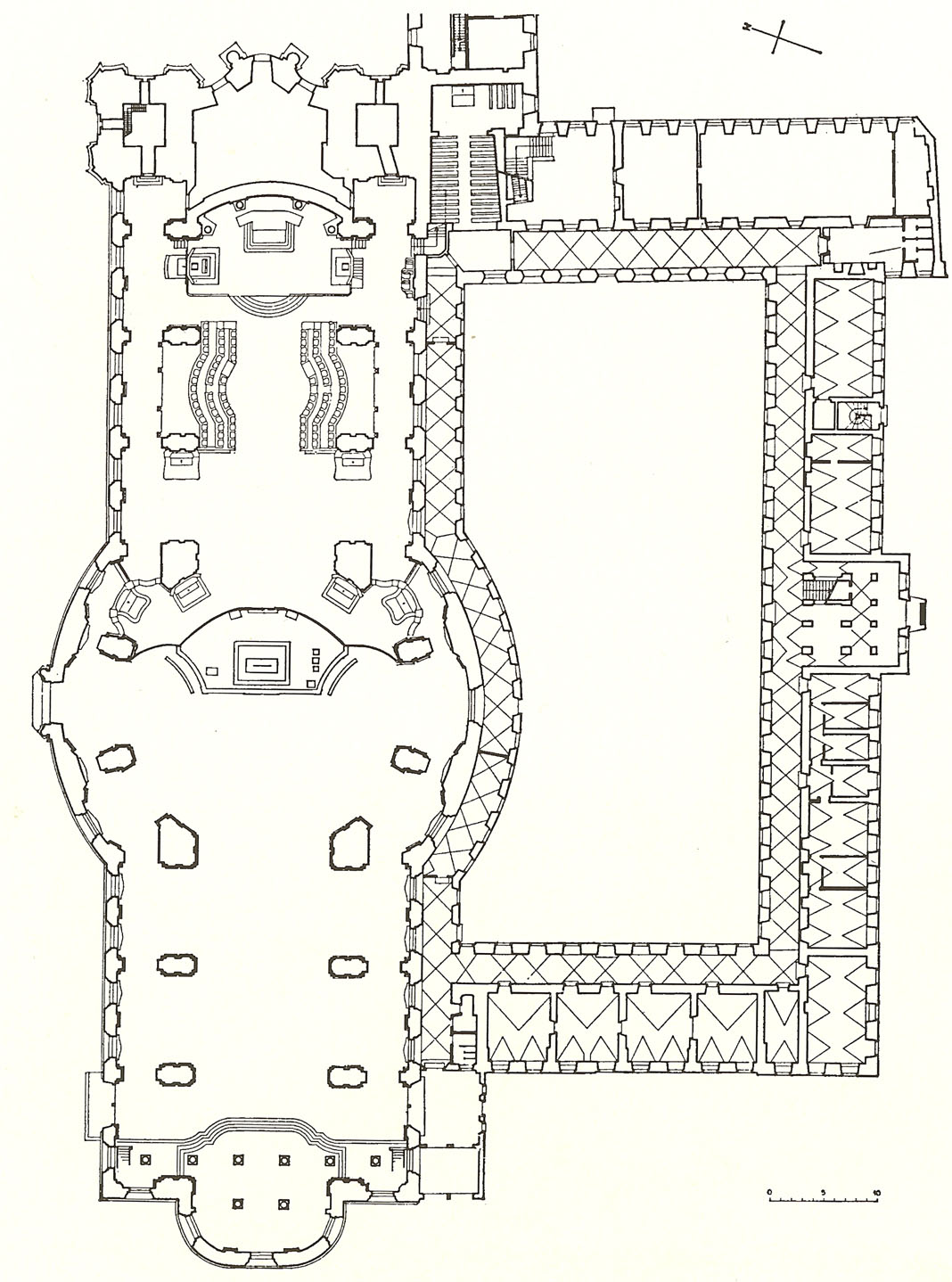
Pianta della cattedrale

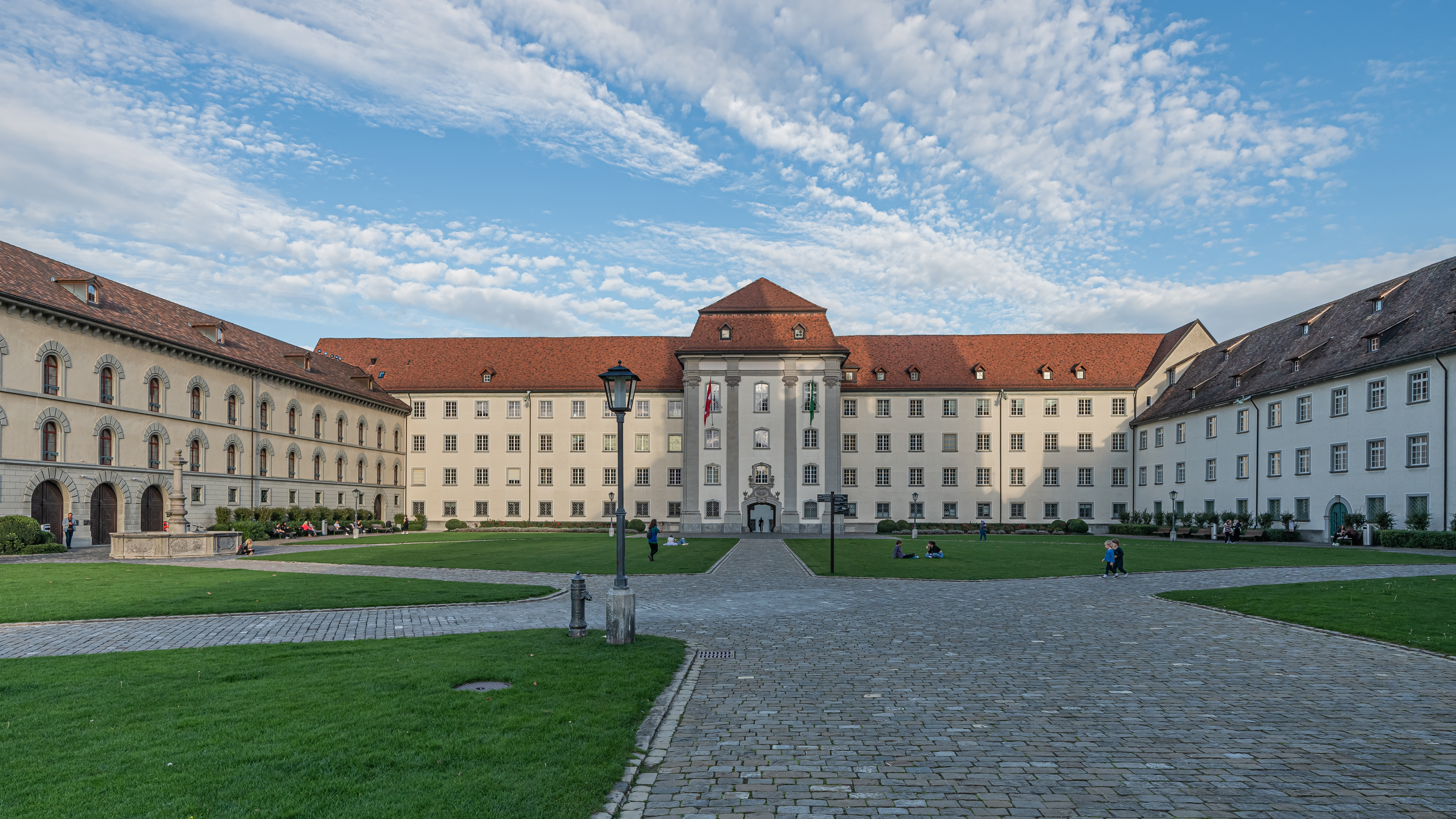
Gli edifici abbaziali

Il monastero venne fondato nel 612 come eremo e prese il nome da san Gallo, un monaco irlandese che fu discepolo e compagno di san Colombano e morì nel 645.
Dopo la morte di san Gallo il monastero andò in rovina, ma nel 719 il Conte Waltram di Turgovia incaricò il monaco benedettino Otmaro di ripristinarne la funzionalità. Otmaro, quindi, lo ricostruì radicalmente ex novo come abbazia, e nel 719 ne fu il primo abate; a partire dal 747 la comunità adottò la Regola benedettina sotto la quale rimase fino al 1805. Secondo la leggenda, le spoglie di san Gallo e di sant'Otmaro si trovano sotto la cattedrale di San Gallo; entrambi sono i protettori della città e della diocesi.
Durante il regno di Pipino il Breve vi venne fondata la famosa Scuola di San Gallo, Scriptorium in cui le arti, le lettere e le scienze fiorirono.
Successivamente, sotto l'abate Waldo di Reichenau (782-784) vennero copiati molti manoscritti, formandosi così una nutrita biblioteca. Numerosi monaci anglosassoni e irlandesi si riunirono per dedicarsi alla copia dei libri. Su richiesta di Carlo Magno, il papa Adriano I inviò molti salmodianti da Roma, i quali propagandarono l'uso dei canti gregoriani. L'abbazia, nonostante l'ostilità del vescovado di Costanza, divenne uno dei più importanti centri di cultura e di potere dell'Europa e possedeva una splendida biblioteca ancor oggi visitabile. Nel 920 la sua scuola contava 300 allievi e i suoi domini comprendevano circa 48000 ha di territorio. Nel 1026 l'abate Ulrico II ricevette il titolo di principe dell'Impero, formando un suo Principato che durò fino al 1808.
Nel secolo seguente l'Abbazia di San Gallo entrò in conflitto con quella vicina di Reichenau sull'omonima isola, nel lago di Costanza.
Tra il 924 e il 933 i Magiari minacciarono l'Abbazia, e i libri furono spostati a Reichenau per sicurezza. La maggior parte di essi, con il tempo, fece ritorno all'abbazia di San Gallo.
Nel 1032 san Poppone, divenutone Abate, v'introdusse la riforma cluniacense.
Nel tredicesimo secolo l'Abbazia e la città divennero un principato indipendente su cui gli Abati regnarono vantando il titolo di Principe del Sacro Romano Impero.
Sotto la guida dell'abate Pio (1630 – 1674) venne iniziata la stampa dei libri. Nel 1712 l'Abbazia subì grandi cambiamenti a seguito del saccheggio della Svizzera da parte dei gruppi calvinisti. Buona parte di libri e manoscritti vennero portati a Zurigo e Berna. Dopo il ripristino dell'ordine, San Gallo divenne la residenza del Vescovo e ospitò gli uffici amministrativi del cantone, oltre ai resti dell'antica biblioteca.
Ai giorni nostri rimane poco dell'originale monastero medievale. La maggior parte delle strutture, compresa la Cattedrale, vennero progettate in stile tardo barocco, e costruite tra il 1756 e il 1768.

### Chiesa abbaziale

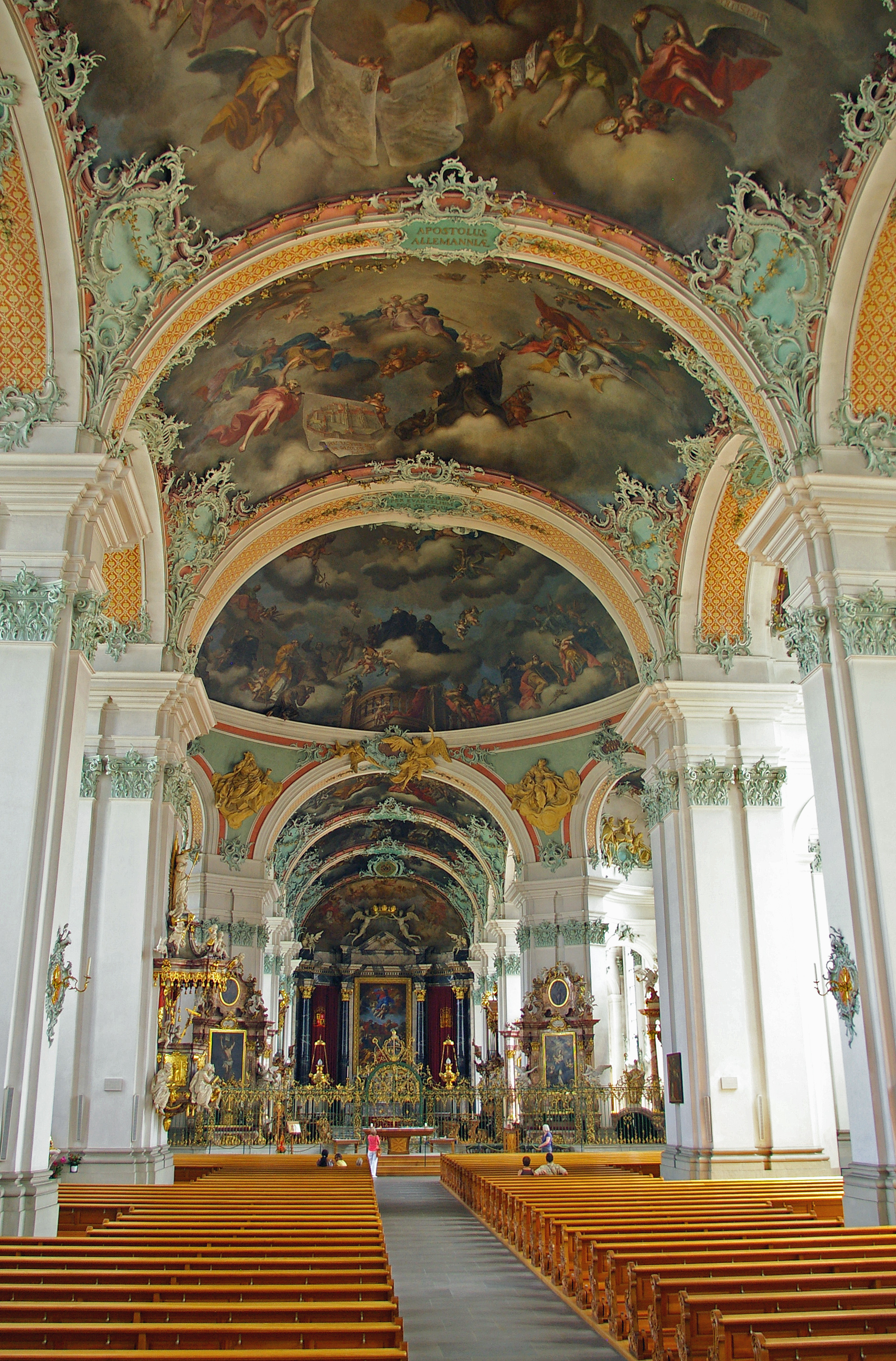
L'interno della Cattedrale è uno dei più importanti monumenti barocchi della Svizzera

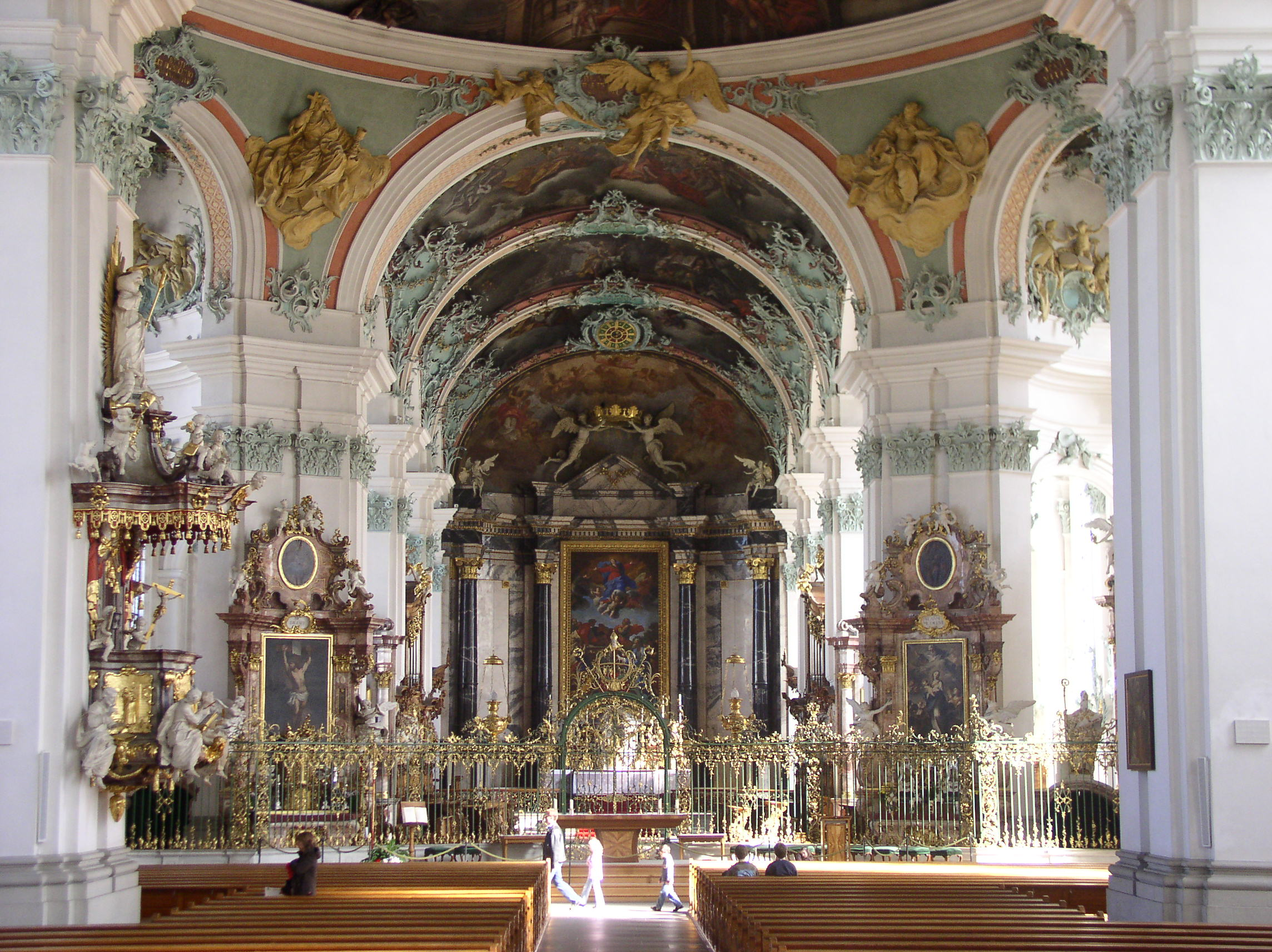
Veduta verso il presbiterio

Nel XVIII secolo si decise di ricostruire l'ormai vetusta chiesa abbaziale dell'VIII secolo. Il progetto venne disegnato da Gabriel Loser e Johann Caspar Bagnato, ma la realizzazione si deve a Peter Thumb. 
Il 2 maggio 1755 si iniziò ad abbattere le vecchie strutture, anche se la prima pietra del nuovo edificio venne posta solo il 29 agosto 1756 dall'abate Coelestin Gugger von Staudach.
La decorazione, sia interna sia esterna, venne commissionata a Johann Christian Wentzinger. I lavori sulla navata terminarono nell'estate 1760, e la chiesa venne consacrata il 15 novembre dello stesso anno.
Dopo il 1760 si pose mano al coro; i due campanili vennero terminati nel 1766, con i lavori interni che si protrassero fino al 1772.
L'interno è costituito da un corpo centrale a cupola, preceduto e seguito da due corpi a tre campate che formano navata e profondo presbiterio. La sontuosa decorazione con ricchi affreschi barocchi e stucchi rococò si deve alla scuola di Wessobrunn. I confessionali e il coro ligneo sono pregevoli opere di Joseph Anton Feichtmayr (1763-70); il pulpito, del 1786, è di Franz Anton Dirr.

## Tesori culturali

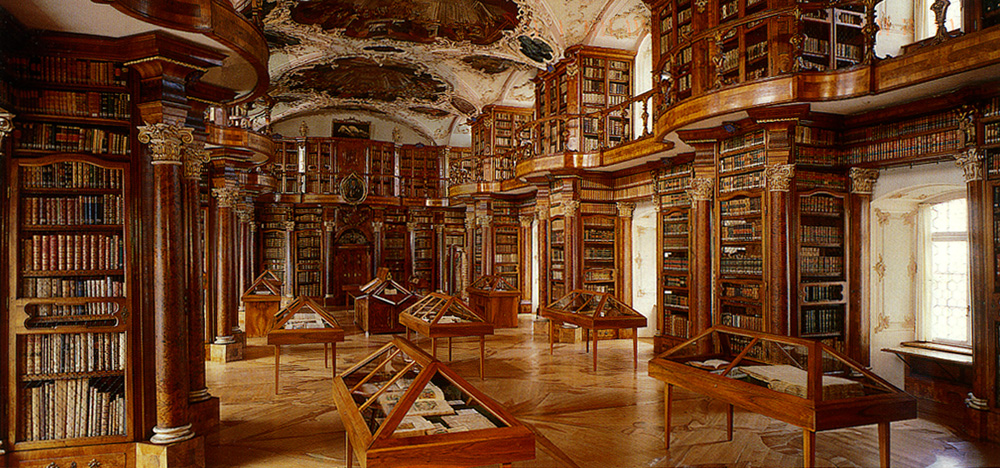
La Biblioteca settecentesca

La biblioteca di San Gallo è considerata una delle più ricche di tutto il Medioevo. Ospita una delle più impressionanti collezioni di libri in lingua tedesca del primo Medioevo. Nel 2005 conteneva più di 160 000 libri, di cui 2200 scritti a mano e 500 risalenti a prima dell'anno 1000. In seguito la Stiftsbibliothek diede inizio a un progetto per la digitalizzazione degli inestimabili manoscritti.
La libreria contiene il Codex Abrogans uno dei più antichi testi in lingua tedesca esistente risalente all'ottavo secolo e generalmente attribuito ad Aribo di Frisinga, vescovo e letterato austriaco dell'epoca.
È presente inoltre un cartiglio senza eguali del nono secolo, noto con il nome di Pianta di San Gallo, che racchiude gli unici documenti d'architettura risalenti al periodo di 700 anni intercorrente tra la caduta dell'Impero e il XIII secolo. I piani non vennero mai eseguiti, e il loro nome è dovuto al fatto di essere stati conservati all'interno dell'abbazia, dove possono tuttora essere trovati. I piani rappresentavano la costruzione di un monastero ideale, concepito da uno dei concili tenuti ad Aquisgrana per la riforma del monachesimo nell'Impero franco, durante i primi anni dell'imperatore Ludovico I (tra l'814 e l'817).
Molti dei manoscritti medievali sono del mondo irlandese, carolingio e ottoniano. La biblioteca e l'intera abbazia di San Gallo sono state tra le fonti cui Umberto Eco ha attinto per immaginare il monastero in cui è ambientato il romanzo Il nome della rosa.
Va infine ricordato che in tale abbazia, nel 1417, Poggio Bracciolini scoprì il manoscritto dell'Institutio oratoria di Quintiliano e il De rerum natura di Lucrezio.
Nel 1983 il convento di San Gallo venne inserito dall'UNESCO tra i Patrimoni dell'umanità come «perfetto esempio di grande monastero Carolingio».

## Monaci famosi
- Notker I di San Gallo
- Tutilo di San Gallo
- Notker Labeo
- Ekkehard I
- Ekkehard II
- Ekkehard IV
- Reginbaldo II di Dillingen
- Ildefonso di Arx